# Escudella de Carnestoltes a Sant Feliu de Codines
La festa de l'escudella de Carnestoltes és una de les activitats dels actes de Carnaval a la localitat de Sant Feliu de Codines. Consisteix en un dinar popular amb escudella que es cuina al carrer amb grans perols i foc de llenya i se serveix gratuïtament a tots els assistents. També es coneix com l'olla dels pobres, en referència a la seva tradició vinculada a la beneficència i l'ajut als necessitats.
Forma part del Catàleg del patrimoni festiu de Catalunya.

## Història
La tradició de fer un àpat d'escudella el dimarts de carnestoltes no és exclusiva de Sant Feliu de Codines, sinó que també se celebra a altres indrets com Castellterçol, l'Espluga de Francolí, el Ranxo de Vidreres o les Festes del Ranxo, una agrupació de municipis del Segre Mitjà que celebra aquesta tradició.
L'existència de la festa a Codines es remunta al segle XVIII, quan surt esmentada a Diario de los viajes hechos en Cataluña, una obra escrita per Francisco de Zamora, un funcionari reial que va recórrer el territori de Catalunya i va destacar aquesta festa a l'entrada del 21 de febrer de 1789, quan va visitar Codines. Aquest fet fa que sigui considerada la més antiga documentalment registrada.
La festa va continuar celebrant-se fins a la guerra civil. No es va tornar a celebrar fins a l'any 1979 quan els veïns del Pla de l'Os van recuperar la tradició el dimarts de carnaval. Del caràcter originalment benèfic s'ha convertit en una festa que aplega veïns i forasters ajudant o simplement gaudint de l'espectacle de les olles bullint.
A partir de l'any 2001 l'organització de la festa de l'escudella de Carnestoltes va estar a càrrec de l'Associació Cultural i Gastronòmica Sense Estovalles, amb el suport de l'Ajuntament. L'any 2022 l'Associació Amics de l'Escudella, en va prendre el relleu de la seva organització.